# Beregovoi (Zaporójskaia)
|  | Per a altres significats, vegeu «Beregovoi». |

Beregovoi  - Береговой (rus) és un possiólok del krai de Krasnodar, a Rússia. Es troba a la riba del golf de Dinskaia, a la península de Taman. És a 47 km a l'oest de Temriuk i a 173 km a l'oest de Krasnodar.
Pertany a l'stanitsa de Zaporójskaia.